# 波塔莱要塞

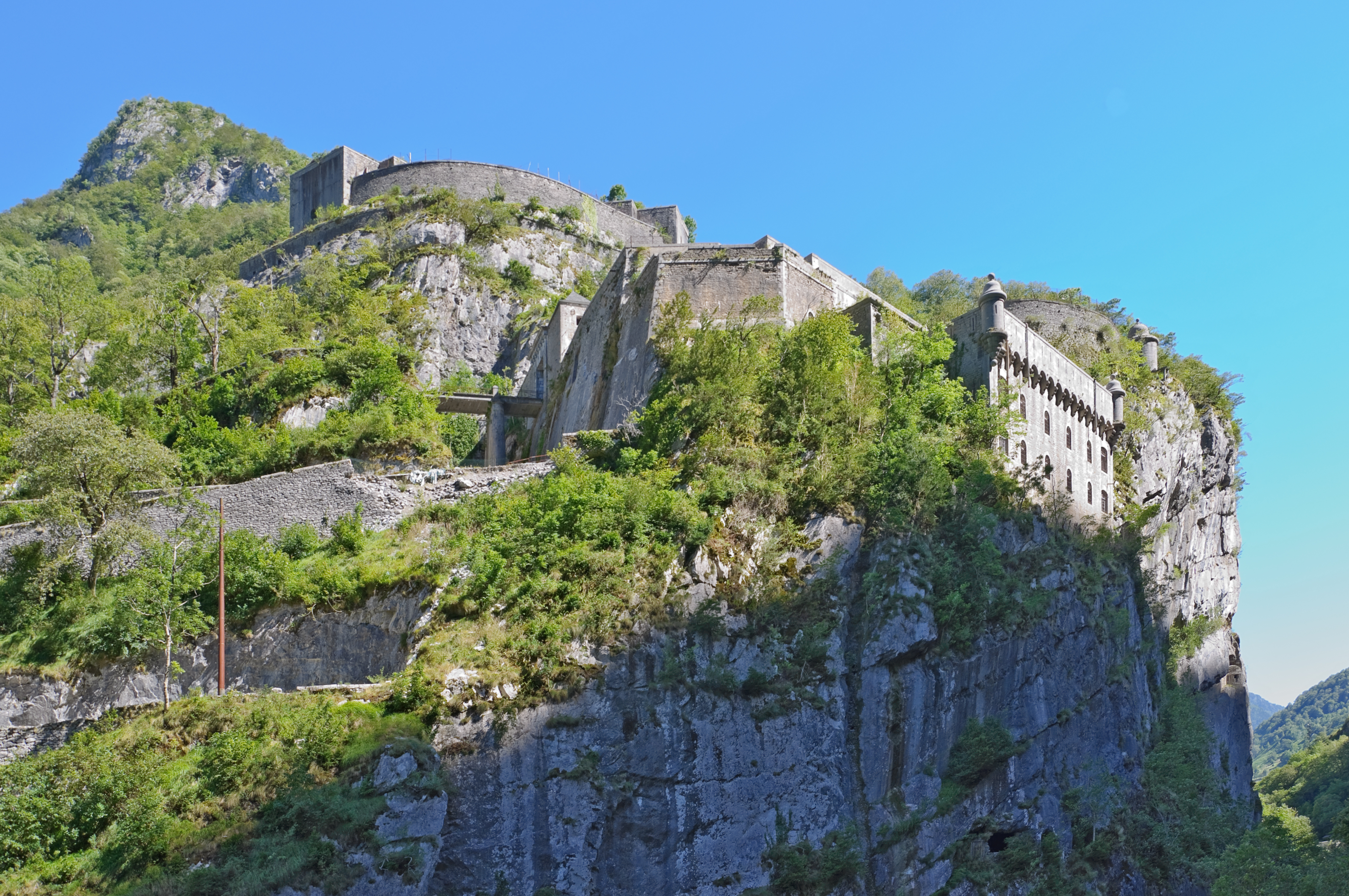
波塔莱要塞

波塔莱要塞（Fort du Portalet）位于比利牛斯山脉在法国境内的山区，具体位置是大西洋比利牛斯省贝阿恩地区的阿斯佩山谷，修建于1842-1870年间。
该要塞由法国国王路易-菲利普一世下令建造，守卫比利牛斯山脉边境地区以及松波尔山口。要塞建在桅杆路下方的悬崖壁上，可以俯瞰水流湍急的阿斯普河。要塞于1842年开工，1870年完工，波塔莱要塞取代了位于更北边的一座老要塞。
波塔莱要塞能容纳400人，1871-1925年间，这里一直被法陆军第18步兵团用作补给站和兵营。1925年后，軍方不再駐守要塞。
第二次世界大战期间，维希法国将被逮捕的前法蘭西第三共和国军政要员莱昂·布鲁姆、爱德华·达拉第、保罗·雷诺、乔治·芒代尔以及莫里斯·甘末林关押在此。里永审判之后，雷诺被转交给德方，关押在德国境内。芒代尔被送到巴黎，法兰西民兵于1944年為报复法國抵抗運動在当年早些时候刺杀维希法国官员菲利普·亨利奥而将芒代尔处死。战后，维希法国首脑菲利普·贝当曾于1945年8月15日至11月16日被关押于此。
1999年，地方当局买下了这里。